# Арбагар (озеро)
Арбагар — озеро в Таймырском Долгано-Ненецком районе Красноярского края России. Высота поверхности над уровнем моря — 35 метров.
Имеет форму, схожую с треугольником Рёло с одной вогнутой стороной.
Берега озера не заболочены, обрывистые, растительность травянистая. Западные прибрежные воды мелководны.
В озеро впадает малый пересыхающий ручей из лежащего севернее озерка (вблизи озера Кюкюр). На юго-востоке в Арбагар впадает ручей, образованный из стока из группы связанных между собой трёх озёр (крупнейшее Джеробуойлах), находящихся восточнее и безымянного ручья, берущего начало из системы озёр южнее.
На севере из озера вытекает ручей, ширина которого у устья — 13 м, глубина 1,5 м, а дно состоит из твёрдых пород, и сливается с ручьём из озера Джиелях. Затем водоток впадает в безымянное малое озеро (31 м над у. м.). Это озеро является истоком реки Тойдах (бассейн Хатанги).